# Олешкевич, Константин Саввинович
Константи́н Са́ввинович Олешке́вич (8 июля 1873, Вильнюс — 9 апреля 1937) — казанский архитектор.

## Биография
Родился в 1873 году в Вильно в дворянской семье, окончил реальное училище, Институт гражданских инженеров императора Николая I и получил звание гражданского инженера с правом на чин X класса.
В 1900—1903 и 1903-1910 гг. – казанский городской архитектор, в 1901—1903 — архитектор Казанской губернской земской управы, в 1920-е годы преподавал в Казанском политехническом институте, профессор.
Работал в русле модерна. 
По его проектам в Казани построены: здание промышленного училища (ныне здание КГТУ-КХТИ, Маркса, 72), дом Чукашёва (ныне Союз архитекторов, Горького 19), Шамовская больница (городская клиническая больница № 1, Калинина, 5). 
Репрессирован (1930), реабилитирован посмертно (2002).Скончался К. С. Олешкевич 9 апреля 1937 года, похоронен в Москве на Новодевичьем кладбище (Колумбарий, 36 секция).

## Работы К.С. Олешкевича

### В Казани
- памятник архитектуры (региональный) — здание городской Шамовской больницы (1907—1910)(Казань, ул. Калинина, 5/24)[5];
- Выставочный павильон Алафузовых на международной научно-промышленной выставке;
- здание Казанского промышленного училища (сейчас корпус «Б» КНИТУ) (1896—1897) (Казань, ул. К. Маркса, 72Б)[6]
- памятник архитектуры (региональный) — доходный дом Казанского губернского дворянства, «Дом дворянства» (сейчас первый учебный корпус Казанской консерватории им. Н. Г. Жиганова) (1912)(Казань, ул. Большая Красная, 38)[7][8];
- Доходный дом Смоленцева (гостиница «Совет», затем гостиница «Шаляпин»);
- Дом И. Н. Киселева (Казань, ул. Муштари, 20);
- Дом по улице Ново-Комиссариатской (сейчас ИПИ АН РТ),
- памятник архитектуры (региональный) — дом купца Чукашёва (сейчас Дом архитектора)(1908)(Казань, ул. Горького, 19) [9];
- дом Шамова (сейчас Дом Дружбы народов);
- здание дома Дворянства,
- собственный дом (Казань, ул. Муштари, 33),
- дом профессора И. М. Покровского (1902) (Казань, ул. Шмидта, 6)[10]
- дома профессора А. И. Пора;
- дом М. С. Марко (сейчас Татарская государственная филармония имени Г. Тукая);
- дом Владимирских (снесён в 2011 году) (2-я пол. XIX века) (Казань, ул. Горького, 5)[11]
- Дом Варвары Дружининой («Чайный домик» Варвары Дружининой) (1908—1911)[12] (Казань, ул. Козьмодемьянской, 2/5)[13].

### В других городах
- Церковь во имя Святого Праведника Иоанна Кронштадтского на Владимирской горке в Чебоксарах - усыпальница купца Ефремова П. Е. (1907) (Чебоксары, ул. Коммунальная слобода, 28А)[2];
- памятник архитектуры (региональный) — здание госпиталя для нижних чинов армии (ныне — Музей чувашской вышивки, филиал Чувашского национального музея) (1914—1915) (Чебоксары, ул. К. Маркса, 32)[14]

## Награды и звания
- Награждён Высочайшим приказом по гражданскому ведомству за отлично-усердную службу и особые труды Орденом Святого Станислава третьей степени (1907)[2]
- Произведён за выслугу лет в чин коллежского асессора (VIII класса)[2].

## Интересные факты
Олешкевич отличался экстравагантным поведением. В частности, известно, что он устроил в 1906 году экзекуцию будущему академику и классику советской литературы Алексею Толстому.